# M240 중기관총
M240 중기관총(United States Machine Gun, 7.62mm, M240)은 7.62 × 51 mm NATO 탄을 사용하는 미군의 탄띠급탄식 중기관총이다. FN MAG 기관총을 바탕으로 개발되었다.
M240 중기관총은 점차 미군의 주력 기관총이었던 M60 기관총을 대체하고 있다.

## 대중 문화
- 게임
  - 콜 오브 듀티: 모던 워페어 2에서 M240으로 나온다.

## 변형

### M240
기본형으로 기본적으로 있는 화기이다.

### M240B/M240E4
M240의 미육군형 총열 아래부분에 손잡이가 달려있다.

### M240C
M240의 동축형 변형으로 오른쪽에서 급탄된다.

### M240G
M240의 해병대형 M240B와 달리 총열 손잡이가 없으며. 가늠쇠의 형태와 소염기가 다르다.

### M240E5/M240H
M240D의 개량모델로 급탄 커버에 장비된 레일이 특징이다. 소염기와 배출 키트가 개량되었다.

### M240E6
시험중인 경량화된 변형 모델로서 타이타늄 리시버 블록이 특징이다.

## 같이 보기
- 기관총 목록
- FN MAG
- M60 기관총
- M249 분대지원화기